# Сера Бернарда (Месина)
Сера Бернарда је насеље у Италији у округу Месина, региону Сицилија.
Према процени из 2011. у насељу је живело 173 становника. Насеље се налази на надморској висини од 157 м.